# لاژ
لاژ (به پرتغالی: Laje) یک منطقهٔ مسکونی در برزیل است که در باهیا واقع شده‌است. لاژ ۲۴٬۰۳۲ نفر جمعیت دارد.